# NGC 3021
NGC 3021 је спирална галаксија у сазвежђу Мали лав која се налази на NGC листи објеката дубоког неба.
Деклинација објекта је + 33° 33' 15" а ректасцензија 9h 50m 57,2s. Привидна величина (магнитуда) објекта NGC 3021 износи 12,2 а фотографска магнитуда 13,0. Налази се на удаљености од 29,950 милиона парсека од Сунца. NGC 3021 је још познат и под ознакама UGC 5280, MCG 6-22-19, CGCG 182-25, KUG 0947+337, IRAS 09479+3347, PGC 28357.